# Aleuas gracilis
Aleuas gracilis är en insektsart som beskrevs av Carl Stål 1878. Aleuas gracilis ingår i släktet Aleuas och familjen gräshoppor. Inga underarter finns listade i Catalogue of Life.